# Przeciwpancerna Kompania Ryga
Przeciwpancerna Kompania "Ryga" (Panzerjäger-Kompanie "Riga") – kolaboracyjny oddział wojskowy złożony z Łotyszy podczas II wojny światowej

## Historia
W kwietniu 1945 r. ok. 60 łotewskich Flakhelfern (młodych członków oddziałów pomocniczych Luftwaffe) zostało zgrupowanych w obozie w Uściu nad Łabą, gdzie sformowano z nich Panzerjäger-Kompanie "Riga". Składała się ona z trzech plutonów przeciwpancernych. Funkcje dowódcze pełnili przybyli oficerowie łotewskich oddziałów Waffen-SS. Łotysze nie zdążyli jednak otrzymać uzbrojenia przeciwpancernego. Wobec ofensywy Armii Czerwonej kompania 6 maja ewakuowała się na zachód, oddając się wkrótce do niewoli amerykańskiej.